# Bela Vista (Ambriz)
Bela Vista es una ciudad y comuna de la Provincia de Bengo, Angola. A fecha de 2014, la comuna tenía una población de 4346 habitantes en un área de 1620 km².